# Intersezione a raso

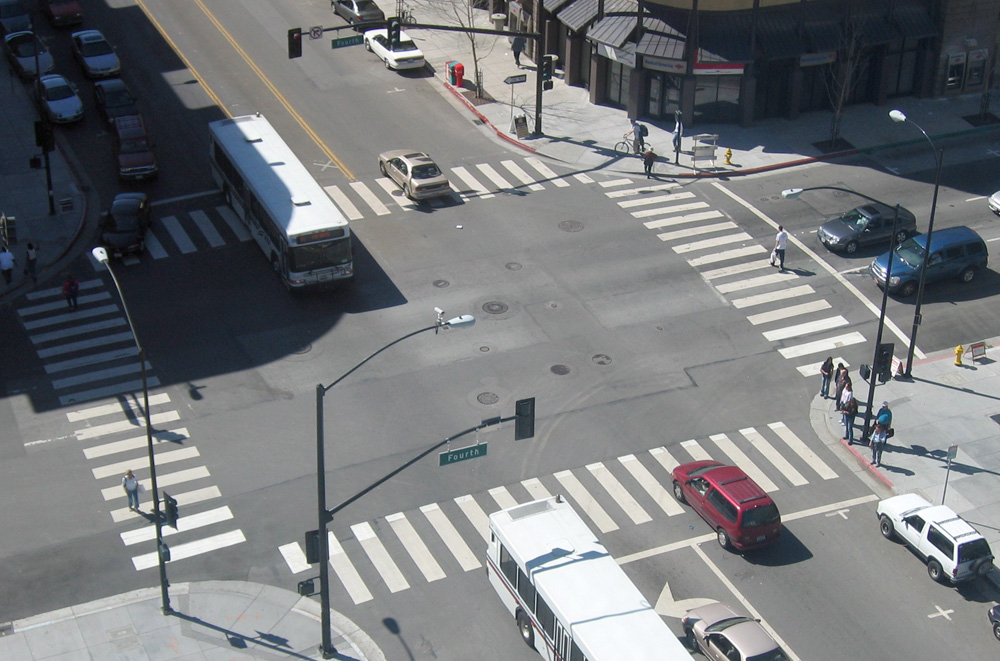
Tipica intersezione a raso

L'intersezione a raso rappresenta la modalità più semplice ed economica di intersezione tra due o più strade, consentendo il passaggio dei flussi di traffico veicolare.
La sua principale caratteristica consiste nell'assenza di rampe, poiché le strade si incrociano direttamente in modo complanare, senza l'utilizzo di cavalcavia.
Risulta meno sicura dell'intersezione a livelli sfalsati e può essere realizzata in incroci con diritto di precedenza oppure controllati da semafori.
Solitamente nelle intersezioni a raso cittadine sono integrati anche degli attraversamenti pedonali, approfittando dell'arresto a cui i veicoli sono comunque costretti a causa di semafori o altra segnaletica stradale.
La rotatoria è un specifica tipologia di intersezione a raso, progettata per migliorare la sicurezza stradale e ottimizzare il flusso del traffico.

## Tipologie
Le intersezioni a raso possono essere suddivise
- Per numero e direzione di strade confluenti (a T o a tre bracci, a quattro bracci, ecc.)
- Per tipo di organizzazione del traffico (incrocio canalizzato, semaforizzato, ecc.)

Secondo la prima suddivisione, le intersezioni più frequenti sono:
- A 3 bracci o a T, nel quale si ha sostanzialmente lo sbocco di una strada laterale, nella posizione del gambo verticale della T, in un'altra strada rettilinea o curva, che costituisce il tratto orizzontale della T.
È molto frequente specie in ambito urbano, e, dato che i veicoli provenienti dalla strada che sbocca nell'altra devono comunque svoltare, è solitamente quest'ultima ad avere diritto di precedenza sull'altra, anche se ci sono eccezioni.

- A 4 bracci, o crocevia, o quadrivio, in cui sostanzialmente due strade tra loro perpendicolari si intersecano. 
Comunissima, assume aspetti molto diversi a seconda dell'importanza relativa delle strade incrocianti.

- A Y, o trivio, nel caso che tre strade convergano nel medesimo punto. Differisce dall'incrocio a T per il fatto che non si può qui identificare una strada principale in cui termini una strada laterale. Molto più rara delle due precedenti, viene di solito ad assomigliare ad un quadrivio per tipo di regolazione del traffico.

- A più di quattro bracci: si forma dove convergono più di quattro vie differenti. Piuttosto raro, ha un numero di bracci che difficilmente supera i cinque, perché lo spazio che richiede in larghezza ciascuna strada tende a dilatare l'incrocio fino a renderlo simile ad una piazza. Viene spesso regolato con una coppa giratoria, se non viene semaforizzato o trasformato in una rotonda.

- Rotatoria, quando lo spazio dell'incrocio viene sistemato in modo che il traffico lo percorra ad anello. Nonostante la sistemazione prevalente della rotatoria sia a rotatoria propriamente detta, esistono numerosi casi di rotatorie semaforizzate, o in cui la precedenza non segue le regole strutturali della rotatoria.

Per quanto riguarda il tipo di organizzazione del traffico, si possono distinguere i seguenti casi:
- A precedenza, in cui la circolazione è regolata dalle regole della precedenza, con o senza la presenza di appositi segnali.

- Semaforizzato, in cui, essendo troppo alti i flussi di traffico, o troppo pericoloso l'incrocio, si impiegano dei semafori per impedire ai veicoli le cui direzioni sono in conflitto di muoversi contemporaneamente.

- Canalizzato, usato specie in zona extraurbana, in cui la strada che sbocca su quella che ha la precedenza viene suddivisa, nella parte terminale, in diversi "canali" che ricalcano le traiettorie da tenere, e che permettono di suddividere i flussi di traffico differenti senza farli interferire tra loro. La strada principale può presentare al suo centro una corsia di accumulo, su cui si vengono a trovare i veicoli in attesa di svoltare a sinistra (destra per quei paesi che hanno circolazione a sinistra). Può essere sia a precedenza che semaforizzato.

I veicoli che svoltano a sinistra in un incrocio a raso devono di solito tenere alla propria destra il centro dell'incrocio, in maniera da non incrociare gli eventuali altri veicoli che svoltano a sinistra dalla strada di fronte, a meno che la geometria dell'incrocio renda difficile o impossibile la manovra. Diversi incroci, tuttavia, specie quelli a più di quattro bracci, segnano il centro dell'incrocio con una coppa giratoria, ed obbligano con appositi segnali a lasciarlo alla propria sinistra. Come nella rotatoria, rimane in vigore l'obbligo della precedenza a destra.